# Bamidele Yusuf
Bamidele Isa Yusuf (Lagos, 22 febbraio 2001) è un calciatore nigeriano, attaccante del Vojvodina.

## Carriera
Il 1º gennaio 2020, dopo aver giocato in patria nelle giovanili dell'Obazz, viene acquistato dalla squadra slovacca dello Spartak Trnava, con cui nella sua prima stagione da professionista realizza una rete in 9 presenze nella prima divisione slovacca; rimane al club rossonero anche nel biennio seguente, in cui è titolare fisso in questa categoria (60 presenze e 12 reti in campionato, più 6 presenze ed una rete nei turni preliminari di UEFA Conference League, a cui aggiunge anche la vittoria di una Coppa di Slovacchia nella stagione 2021-2022), in cui segna poi una rete in 4 presenze (ed ulteriori 3 reti in 3 presenze nei turni preliminari di Conference League) nelle prime settimane della stagione 2022-2023, che poi trascorre quasi integralmente nella prima divisione portoghese all'Estoril Praia, con cui realizza una rete in 5 partite di campionato giocate. Rimane in rosa al club lusitano anche nella prima metà della stagione 2023-2024, in cui non trova però spazio (se non per una singola presenza in Coppa di Lega), nella quale poi passa nella prima divisione serba al Radnički Niš, con cui totalizza 16 presenze e 6 reti.

## Statistiche

### Presenze e reti nei club
Statistiche aggiornate al 22 luglio 2023.
| Stagione              | Squadra               | Campionato            | Campionato | Campionato | Coppe nazionali | Coppe nazionali | Coppe nazionali | Coppe continentali | Coppe continentali | Coppe continentali | Altre coppe | Altre coppe | Altre coppe | Totale | Totale |
| Stagione              | Squadra               | Comp                  | Pres       | Reti       | Comp            | Pres            | Reti            | Comp               | Pres               | Reti               | Comp        | Pres        | Reti        | Pres   | Reti   |
| --------------------- | --------------------- | --------------------- | ---------- | ---------- | --------------- | --------------- | --------------- | ------------------ | ------------------ | ------------------ | ----------- | ----------- | ----------- | ------ | ------ |
| gen.-lug. 2020        | Spartak Trnava        | SL                    | 9          | 1          | CS              | -               | -               | UEL                | -                  | -                  | -           | -           | -           | 9      | 1      |
| 2020-2021             | Spartak Trnava        | SL                    | 29         | 9          | CS              | 3               | 2               | -                  | -                  | -                  | -           | -           | -           | 32     | 11     |
| 2021-2022             | Spartak Trnava        | SL                    | 31         | 3          | CS              | 8               | 2               | UECL               | 6                  | 1                  | -           | -           | -           | 45     | 6      |
| giu.-set.2022         | Spartak Trnava        | SL                    | 4          | 1          | CS              | 0               | 0               | UECL               | 3                  | 3                  | -           | -           | -           | 7      | 4      |
| Totale Spartak Trnava | Totale Spartak Trnava | Totale Spartak Trnava | 73         | 14         |                 | 11              | 4               |                    | 9                  | 4                  |             | -           | -           | 93     | 22     |
| set.2022-giu. 2023    | Estoril Praia         | PL                    | 5          | 1          | CP+CdL          | 1+2             | 0               | -                  | -                  | -                  | -           | -           | -           | 8      | 1      |
| 2023-gen.2024         | Estoril Praia         | PL                    | 0          | 0          | CP+CdL          | 0+1             | 0               | -                  | -                  | -                  | -           | -           | -           | 1      | 0      |
| Totale Estoril Praia  | Totale Estoril Praia  | Totale Estoril Praia  | 5          | 1          |                 | 4               | 0               |                    | -                  | -                  |             | -           | -           | 9      | 1      |
| Totale carriera       | Totale carriera       | Totale carriera       | 78         | 15         |                 | 15              | 4               |                    | 9                  | 4                  |             | -           | -           | 102    | 23     |

## Palmarès

### Club

#### Competizioni nazionali
- Coppa di Slovacchia: 1

Spartak Trnava: 2021-2022